# Onderscheidingen in Oldenburg
Het in Noord -Duitsland gelegen Hertogdom Oldenburg kende in de periode voor de Franse Revolutie geen eigen onderscheidingen en het duurde tot 23 jaar na de verheffing van de Oldenburgse hertog tot groothertog voor er in het groothertogdom een ridderorde werd ingesteld.
De hertogen droegen vaak de sterren van hun keizerlijke en koninklijke verwanten in Rusland, Denemarken en Pruisen.
- De Huisorde en Orde van Verdienste van Hertog Peter Friedrich Ludwig 1838

Waar de andere Duitse vorsten soms meerdere ridderorden stichten hielden de Oldenburgers het bij deze ene ridderorde. In oorlogstijd werd de orde "met de zwaarden" uitgereikt. De orde kreeg in de loop van haar bestaan steeds meer graden en bijzondere uitvoeringen.
De eerste groothertog, Peter Friedrich Ludwig van Oldenburg heeft wel medailles en een Kruis van Verdienste ingesteld. De medailles waren in een aantal gevallen voor het Oldenburgse leger gedacht.
 Zijn van de Fransen bevrijde staat was immers betrokken bij de bevrijdingsoorlogen van 1813 - 1815.
- De Medaille voor Burgerlijke Verdienste (Zivil-Verdiensmedaille) 1813
- De Medaille voor Verdienste tijdens de Veldtocht van 1815 (Verdienstmedaille für den Feldzug 1815) 1815
- Het Gouden Kruis voor Vijfentwintig Dienstjaren als Officier (Goldenes Kreuz für 25 Dienstjahre der Offiziere) 1838 - 1867
- Het Zilveren Kruis voor Vijfentwintig Dienstjaren als Militair in de Rang van Sergeant en in Lagere Rangen (Silbernes Kreuz für 25 Dienstjahre vom Feldwebel abwärts) 1838 - 1867
- De Medaille van Verdienste voor Redding uit Gevaar (Verdienstmedaille für Rettung aus Gefahr) 1848 - 1897
- De Herinneringsmedaille voor de Veteranen van 1848/1849 (Erinnerungsmedaille für die Veteranen 1848 - 1849) 1849
- De Medaille ter Herinnering aan Groothertog Paul Frederik August (Medaille zur Erinnerung an Großherzog Paul Friedrich August) 1853
- De Herinneringsmedaille aan de Veldtocht van 1866 (Erinnerungsmedaille an den Feldzug 1866) 1866
- De Herinneringsmedaille 1870/1871 (Erinnerungsmedaille 1870/71) 1871
- Het Kruis van Verdienste voor Opoffering en Plichtsbesef (Verdiensktreuz für Aufopferung und Pflichttreue) 1871 - 1874
- De Medaille voor Verdienste in de Kunst (Medaille für Verdienste um die Kunst) 1878
- Het Kruis van Verdienste voor de Veteranenverenigingen (Kriegervereins-Verdienstkreuz) 1902
- De Medaille voor Trouw in de Arbeid (Medaille für Treue in der Arbeit) 1904
- De Medaille van het Rode Kruis (Rote Kreuz-Medaille) 1907
- De Onderscheiding voor Langdurige Dienst in de Gendarmerie (Dienstauszeichnung für 18, 12 oder 9 Dienstjahre in der Gendarmerie) 1913

- Het Friedrich August-Kruis (Friedrich August-Kreuz) 1914
- De Medaille voor Oorlogsverdienste aan Dameslint (Kriegsverdienstmedaille an der Damenschleiffe) 1916
- De Medaille voor Oorlogsverdienste (Kriegsverdienstmedaille) 1917
- De Onderscheiding voor Trouwe Dienst (Dienstauszeichnung für 18, 12 oder 9 Dienstjahre) Stichtingsdatum onbekend

In 1918 trad de Oldenburgse groothertog af. Zijn ridderorde werd nu een dynastieke orde van het Groothertogelijk Huis. De nieuwe Vrijstaat Oldenburg was, zoals in geheel Duitsland gebruikelijk, uiterst terughoudend met het instellen van eretekens. Men kan dit zien als een reactie op de hoogconjunctuur van de decoraties in het keizerrijk.
- De Medaille van Verdienste voor Redding uit Gevaar (Verdienstmedaille für Rettung aus Gefahr) 1927 - 1934
- De Medaille van Verdienste voor het Brandweerwezen (Medaille für Verdienst um dat Feuerlöschwesen) 1928 - 1934

De Nationaal Socialisten maakten een einde aan de autonomie van de Duitse staten. Na 1945 werd Oldenburg bij de Duitse bondsstaat Nedersaksen gevoegd.